# Districtul Segeberg
Districtul Segeberg este un district administrativ rural (în germană Landkreis) situat  în landul Schleswig-Holstein, Germania.